# Hoe lang?
"Hoe lang?" is een nummer van het Nederlandse duo Nick & Simon. Het nummer werd uitgebracht op hun album Vandaag uit 2007. Op 15 augustus 2008 werd het nummer uitgebracht als de vierde en laatste single van het album.

## Achtergrond
"Hoe lang?" is geschreven door Simon Keizer en Jan Smit en geproduceerd door Gordon Groothedde en Edwin van Hoevelaak. Het nummer werd in drie delen als single uitgebracht. Op alle cd-singles stonden, naast de hoofdsingle, een aantal live-opnames van het concert dat het duo gaf in het Openluchttheater Caprera in Bloemendaal op 8 juli 2008. Zo staan er eigen nummers op de singles, maar staat er op het eerste deel een cover van "She's Always a Woman" van Billy Joel en staan er op het tweede deel twee covers van Simon & Garfunkel: "The Sound of Silence" en "Cecilia". Het derde deel van de single is een dvd met de videoclip van het nummer en beelden van nog twee live-opnames.
"Hoe lang?" was de tweede nummer 1-hit van Nick & Simon in de Single Top 100, nadat "Pak maar m'n hand" ook de hoogste positie bereikte in deze lijst. In de Nederlandse Top 40 kwam de single tot de derde plaats. Tijdens live-optredens wordt het nummer vaak in een reggaeversie ten gehore gebracht. Tijdens een optreden van het duo in het GelreDome in 2013 werd deze versie opgenomen. In 2014 werd deze opname uitgebracht op het verzamelalbum Herinneringen - Het beste van Nick & Simon.

## Hitnoteringen

### Nederlandse Top 40
| Hitnotering: 23-08-2008 t/m 01-11-2008 | Hitnotering: 23-08-2008 t/m 01-11-2008 | Hitnotering: 23-08-2008 t/m 01-11-2008 | Hitnotering: 23-08-2008 t/m 01-11-2008 | Hitnotering: 23-08-2008 t/m 01-11-2008 | Hitnotering: 23-08-2008 t/m 01-11-2008 | Hitnotering: 23-08-2008 t/m 01-11-2008 | Hitnotering: 23-08-2008 t/m 01-11-2008 | Hitnotering: 23-08-2008 t/m 01-11-2008 | Hitnotering: 23-08-2008 t/m 01-11-2008 | Hitnotering: 23-08-2008 t/m 01-11-2008 | Hitnotering: 23-08-2008 t/m 01-11-2008 | Hitnotering: 23-08-2008 t/m 01-11-2008 |
| Week                                   | 1                                      | 2                                      | 3                                      | 4                                      | 5                                      | 6                                      | 7                                      | 8                                      | 9                                      | 10                                     | 11                                     |                                        |
| -------------------------------------- | -------------------------------------- | -------------------------------------- | -------------------------------------- | -------------------------------------- | -------------------------------------- | -------------------------------------- | -------------------------------------- | -------------------------------------- | -------------------------------------- | -------------------------------------- | -------------------------------------- | -------------------------------------- |
| Positie                                | 31                                     | 13                                     | 3                                      | 3                                      | 7                                      | 11                                     | 17                                     | 16                                     | 21                                     | 22                                     | 25                                     | uit                                    |

### Single Top 100
| Hitnotering: 23-08-2008 t/m 20-12-2008 | Hitnotering: 23-08-2008 t/m 20-12-2008 | Hitnotering: 23-08-2008 t/m 20-12-2008 | Hitnotering: 23-08-2008 t/m 20-12-2008 | Hitnotering: 23-08-2008 t/m 20-12-2008 | Hitnotering: 23-08-2008 t/m 20-12-2008 | Hitnotering: 23-08-2008 t/m 20-12-2008 | Hitnotering: 23-08-2008 t/m 20-12-2008 | Hitnotering: 23-08-2008 t/m 20-12-2008 | Hitnotering: 23-08-2008 t/m 20-12-2008 | Hitnotering: 23-08-2008 t/m 20-12-2008 | Hitnotering: 23-08-2008 t/m 20-12-2008 | Hitnotering: 23-08-2008 t/m 20-12-2008 | Hitnotering: 23-08-2008 t/m 20-12-2008 | Hitnotering: 23-08-2008 t/m 20-12-2008 | Hitnotering: 23-08-2008 t/m 20-12-2008 | Hitnotering: 23-08-2008 t/m 20-12-2008 | Hitnotering: 23-08-2008 t/m 20-12-2008 | Hitnotering: 23-08-2008 t/m 20-12-2008 | Hitnotering: 23-08-2008 t/m 20-12-2008 |
| Week                                   | 1                                      | 2                                      | 3                                      | 4                                      | 5                                      | 6                                      | 7                                      | 8                                      | 9                                      | 10                                     | 11                                     | 12                                     | 13                                     | 14                                     | 15                                     | 16                                     | 17                                     | 18                                     |                                        |
| -------------------------------------- | -------------------------------------- | -------------------------------------- | -------------------------------------- | -------------------------------------- | -------------------------------------- | -------------------------------------- | -------------------------------------- | -------------------------------------- | -------------------------------------- | -------------------------------------- | -------------------------------------- | -------------------------------------- | -------------------------------------- | -------------------------------------- | -------------------------------------- | -------------------------------------- | -------------------------------------- | -------------------------------------- | -------------------------------------- |
| Positie                                | 5                                      | 2                                      | 1                                      | 4                                      | 6                                      | 8                                      | 6                                      | 15                                     | 23                                     | 21                                     | 29                                     | 64                                     | 53                                     | 58                                     | 50                                     | 52                                     | 56                                     | 77                                     | uit                                    |

### NPO Radio 2 Top 2000
| Nummer met noteringen in de NPO Radio 2 Top 2000 | '11  | '12 | '13  |
| ------------------------------------------------ | ---- | --- | ---- |
| Hoe lang?                                        | 1205 | -   | 1982 |

1. ↑  Een '-' betekent dat het nummer niet was genoteerd en een vetgedrukt getal geeft de hoogste notering aan.
2. ↑  2011 was het eerste jaar met een notering voor dit nummer.
3. ↑  Deze tabel is bijgewerkt tot en met de laatste editie (2024).